# Comuni della Costa d'Avorio

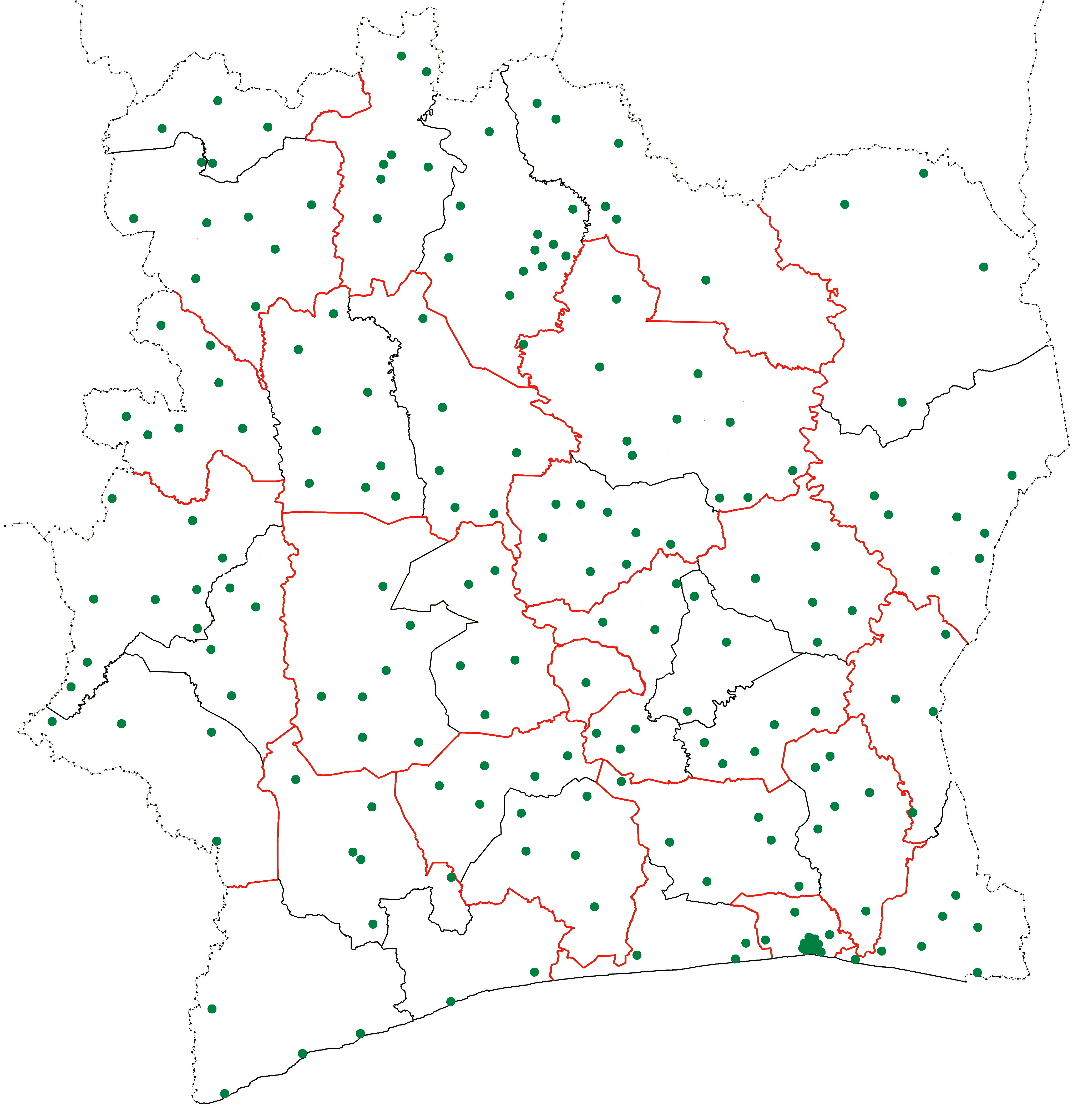
I punti verdi indicano la posizione dei comuni. Sono indicati anche i confini di regione e, in rosso, i confini distrettuali.

I comuni della Costa d'Avorio sono la suddivisione di quinto livello del Paese, dopo i distretti, le regioni, i dipartimenti e le sottoprefetture. Con la riorganizzazione generale degli enti locali intrapresa nel 2011 la gran parte dei circa 1300 comuni allora esistenti venne abolita o trasformata in dipartimenti o sottoprefetture, mentre mantennero l'attuale denominazione 197 di essi, che passarono dal terzo al quinto livello amministrativo.

## Lista
- Abengourou
- Abobo
- Aboisso
- Adiaké
- Adjamé
- Adzopé
- Afféry
- Agboville
- Agnibilékrou
- Agou
- Akoupé
- Alépé
- Anoumaba
- Anyama
- Arrah
- Assuéfry
- Attécoubé
- Ayamé
- Azaguié
- Bako
- Bangolo
- Bassawa
- Bédiala
- Béoumi
- Bettié
- Biankouma
- Bingerville
- Bin-Houyé
- Bloléquin
- Bocanda
- Bodokro
- Bondoukou
- Bongouanou
- Boniérédougou
- Bonon
- Bonoua
- Booko
- Borotou
- Botro
- Bouaflé
- Bouaké
- Bouna
- Boundiali
- Brobo
- Buyo
- Cocody
- Dabakala
- Dabou
- Daloa
- Danané
- Daoukro
- Diabo
- Dianra
- Diawala
- Didiévi
- Diégonéfla
- Dikodougou
- Dimbokro
- Dioulatièdougou
- Divo
- Djékanou
- Djibrosso
- Doropo
- Dualla
- Duékoué
- Ettrokro

- Facobly
- Ferkessédougou
- Foumbolo
- Fresco
- Fronan
- Gagnoa
- Gboguhé
- Gbon
- Gbonné
- Gohitafla
- Goulia
- Grabo
- Grand-Bassam
- Grand-Béréby
- Grand-Lahou
- Grand-Zattry
- Guéyo
- Guibéroua
- Guiembé
- Guintéguéla
- Guiglo
- Guitry
- Hiré
- Issia
- Jacqueville
- Kanakono
- Kani
- Kaniasso
- Karakoro
- Kasséré
- Katiola
- Kokumbo
- Kolia
- Komborodougou
- Kong
- Kongasso
- Koonan
- Korhogo
- Koro
- Kouassi-Datékro
- Kouassi-Kouassikro
- Kouibly
- Koumassi
- Koumbala
- Kounahiri
- Koun-Fao
- Kouto
- Lakota
- Logoualé
- Madinani
- Maféré
- Man
- Mankono
- Marcory
- Massala
- Mayo
- M'Bahiakro
- M'Batto
- M'Bengué
- Méagui
- Minignan
- Morondo
- Napiéolédougou
- Nassian
- N'Djébonouan
- Niablé

- Niakaramandougou
- Niellé
- Niofoin
- Odienné
- Ouangolodougou
- Ouaninou
- Ouellé
- Oumé
- Ouragahio
- Plateau
- Port-Bouët
- Prikro
- Rubino
- Saïoua
- Sakassou
- Samatiguila
- Sandégué
- Sangouiné
- San-Pédro
- Sarhala
- Sassandra
- Satama-Sokoro
- Satama-Sokoura
- Séguéla
- Séguélon
- Seydougou
- Sifié
- Sikensi
- Sinématiali
- Sinfra
- Sipilou
- Sirasso
- Songon
- Soubré
- Taabo
- Tabou
- Tafiré
- Taï
- Tanda
- Téhini
- Tengréla
- Tiapoum
- Tiassalé
- Tiébissou
- Tiémé
- Tiémélékro
- Tié-N'Diékro
- Tiéningboué
- Tienko
- Tioroniaradougou
- Tortiya
- Touba
- Toulépleu
- Toumodi
- Transua
- Treichville
- Vavoua
- Worofla
- Yakassé-Attobrou
- Yamoussoukro
- Yopougon
- Zikisso
- Zouan-Hounien
- Zoukougbeu
- Zuénoula